# توم بلانت
توم بلانت (بالإنجليزية: Tom Plant)‏ هو متزلج سريع أمريكي، ولد في 6 نوفمبر 1957 في ميلواكي في الولايات المتحدة.

## وصلات خارجية
- توم بلانت على موقع SpeedSkatingBase.eu (الإنجليزية)
- توم بلانت على موقع SpeedSkatingNews.info (الإنجليزية)
- توم بلانت على موقع SpeedSkatingStats.com (الإنجليزية)
- توم بلانت على موقع اللجنة الأولمبية الدولية (الإنجليزية)
- توم بلانت على موقع أوليمبيديا (الإنجليزية)